# راتينجية شائكة
الراتينجية الشائكة (باللاتينية: Picea pungens) نوع شجري يتبع جنس الراتينجية من الفصيلة الصنوبرية.

## البيئة والانتشار
موطنه ولاية كولورادو في غرب الولايات المتحدة وانتشر في مناطق أخرى كثيرة كنبات زينة.